# Тимошенко-Полевська Людмила
Людмила Тимошенко, у шлюбі Тимошенко-Полевська (1893, Харків — 19 грудня 1975, Нью-Йорк) — українська і американська віолончелістка, піаністка і освітянка родом з Харкова.  

## Біографія
Народилась 1893 року в Харкові. Закінчила Харківське музичне училище в класі професора А. Білоусова, згодом Музично-драматичне училище московського філармонічного товариства в класі А. Брандукова з золотою медаллю. 
Працювала солісткою у філармоніях Харкова, Києва та Москви. У 1926-1941 роках учасниця Українського державного тріо (скрипка О. Ілевич, віолончель Л. Тимошенко, фортепіано М. Полевський), якому в 1932 році присвоєно звання державного. З 1921 року викладачка, у 1928-1941 роках професор Харківської консерваторії (до 1934 року Музично-драматичного інституту).  
З початком німецько-радянської війни родина Полевських переїхала до Австрії. Продовжувала виступати з Українським державним тріо (у складі М. Полевський, Б. Чумаченко, Л. Тимошенко). Людмила Тимошенко-Полевська викладала у Віденській консерваторії музики і драматичного мистецтва. Переїхавши до Італії, викладала у 1943–1945 роках у Римській консерваторії. З 1952 року викладачка в Українському музичному інституті в Нью-Йорку, пізніше у Філадельфії. 
В шлюбі з піаністом Миколою Полевським народила доньку Зою, яка теж стала українською та американською віолончелісткою. 
Померла 1975 року у Нью-Йорку. 